# ۵ (آلبوم آلیزه)
«۵» آلبومی از هنرمند اهل فرانسه آلیزه ژاکوته است که در ۲۵ مارس ۲۰۱۳ منتشر شد.